# Distretto di Şərur
Il distretto di Şərur  (in azero: Şərur rayon) è un distretto dell'Azerbaigian. Il distretto, che fa parte della Repubblica Autonoma di Naxçıvan, ha come capoluogo la città di Şərur. 
Il distretto è stato fondato l'8 agosto 1930. A nord e nord-est confina con l'Armenia, a sud e sud-ovest con l'Iran. L'area del distretto è di 872,26 chilometri quadrati (336,78 miglia quadrate). Ci sono 1 città e 65 villaggi all'interno del distretto. Il centro amministrativo del distretto è la città di Şərur. Ha una popolazione di 96.000 abitanti.

## Storia
Il distretto "Sharur Daralayaz" fu fondato nel 1870. La popolazione del distretto di Sharur-Daralayaz, che confina con l'Iran e la Turchia, era principalmente impegnata nell'agricoltura, nell'orticoltura, nella viticoltura, nella coltivazione del cotone e nell'apicoltura. Il distretto di Sharur è stato riorganizzato l'8 agosto 1930. Il 28 febbraio 1991, il precedente nome di questo territorio amministrativo è stato ripristinato e ribattezzato Şərur. Confina con l'Armenia a nord-est e con l'Iran a sud-ovest. Il centro è la città di Şərur.

## Monumenti storici e archeologici
Şərur è uno degli insediamenti più antichi e più grandi della Repubblica Autonoma di Nakhchivan. La favorevole posizione geografica di Şərur ha creato le condizioni per l'insediamento delle persone nei tempi antichi. Le ricerche hanno dimostrato che le popolazioni si stabilirono nella zona nel tardo periodo glaciale. Il territorio di Sharur con i suoi fiumi pieni d'acqua, i terreni fertili erano favorevoli per lo sviluppo della coltivazione delle piante. Gli scavi archeologici sul territorio di Sharur, menzionato come Sharuk nell'epopea del "Libro di Dede Korkut" hanno rivelato gli insediamenti e i luoghi di sepoltura del periodo neolitico, dell'età del bronzo e antico. L'insediamento Oghlangaya che copre un'area di 40 ettari del monte Garatepe della regione risale al 2-1 millennio a.C. La regione conta una serie di monumenti archeologici e insediamenti ricchi di modelli di cultura materiale che riflettono l'attività e lo stile di vita degli antichi. Questi sono gli antichi, insediamenti, torri, cimiteri, Kurgans e monumenti architettonici. Le ricerche del 1980-1990 hanno rivelato i resti culturali della grotta scavata dell'età della pietra tra cui un gran numero di strumenti in pietra e albero del vino. I monumenti della metà dell'età del bronzo sono stati rivelati nel fiume Aras, Arpachay e i suoi rami (Shortepe, monte Kheledj, Kultepe, Djennettepe e altri).